# Ангас (язык)
Анга́с (также нгас, каранг, керанг; англ. angas, ngas, karang, kerang) — чадский язык, распространённый в центральных районах Нигерии, язык народа ангас. Входит в ангасскую группу западночадской языковой ветви.
Численность говорящих — около 400 000 человек (1998). В основе письменности лежит латинский алфавит.

## Классификация
В соответствии с классификацией чадских языков, предложенной американским лингвистом П. Ньюманом, язык ангас входит в ангасскую группу западночадской языковой ветви вместе с языками чип, герка (йивом), гоэмаи (анкве), коеноем, кофьяр, монтол (теэл), пьяпун, сура (мупун) и тал. Согласно исследованиям П. Ньюмана, в пределах ангасской группы (или A.3) язык ангас вместе с языками чакфем-мушере, джорто, кофьяр, мишип (чип) и мвагхавул (сура) образуют кластер языков, включаемый в подгруппу собственно ангасских языков, сама же ангасская группа включается в подветвь западночадских языков A. Эта классификация приведена, в частности, в справочнике языков мира Ethnologue.
Согласно классификации, опубликованной в базе данных по языкам мира Glottolog,  язык ангас вместе с языком белненг образуют языковое объединение нгас-белненг в составе группы западночадских языков A A.3.
В классификации афразийских языков чешского лингвиста В. Блажека язык ангас отнесён к подгруппе языков ангас, в которой представлены два языковых объединения: в первое вместе с ангас входят языки сура, кофьяр, чип, анкве, монтол и пьяпун, во второе — язык герка (йивом). Подгруппа ангас вместе с подгруппой боле-тангале в данной классификации являются частью боле-ангасской группы, входящей в свою очередь в одну из двух подветвей западночадской языковой ветви.
В классификации афразийских языков Р. Бленча язык ангас является единственным представителем одного из трёх языковых кластеров, входящих в объединение «a» подгруппы нгас группы боле-нгас подветви западночадских языков A.
В классификации, опубликованной в работе С. А. Бурлак и С. А. Старостина «Сравнительно-историческое языкознание», язык ангас вместе с языками сура (мвагхавул), мупун, чакфем, джипал и джорто включается в подгруппу сура-ангас группы сура-герка подветви собственно западночадских языков.

## Лингвогеография

### Ареал и численность
Область распространения языка ангас размещена в центральной Нигерии на территории штата Плато — в районах Панкшин, Канам, Северный Лангтанг и Южный Лангтанг.
Ареал ангас с севера, запада, юго-запада и востока окружён ареалами близкородственных западночадских языков. С севера область распространения языка ангас граничит с ареалом языка сайя (заар), с запада — с ареалами языков мвагхавул (сура), фьер и тамбас, с юго-запада — с ареалами языков мишип (чип) и тал, с востока — с ареалом языка богхом (боггом). На северо-западе к ареалу ангас примыкает ареал бенуэ-конголезских платоидных языков сур и вагхат-я-биджим-легери, на юго-востоке — ареалы языков пе и тарок. На северо-востоке с ареалом ангас соседствует ареал бантоидного языка джаравской группы мбат.
Численность носителей языка ангас по данным 1952 года составляла 55 250 человек. Согласно данным справочника Ethnologue, численность говорящих на языке ангас в 1998 году достигала 400 000 человек. По современным оценкам сайта Joshua Project численность носителей языка ангас составляет 629 000 человек (2017).

### Социолингвистические сведения
Согласно данным сайта Ethnologue, по степени сохранности язык ангас относится к так называемым стабильным, или устойчивым, языкам, поскольку этот язык используется в устном бытовом общении представителями этнической общности ангас всех поколений, включая детей. Стандартной формы у языка ангас нет. Как второй язык ангас распространён среди носителей языка сур. Большинство ангас владеют языком хауса. По вероисповеданию представители этнической общности ангас в основном являются христианами (76 %), часть исповедует ислам (22 %).

### Диалекты
Область распространения языка ангас делится на два диалектных ареала — равнинный и нагорный.

## Письменность
Современный вариант письменности языка ангас основан на латинском алфавите. Используется с 1976 года. Опубликованы словарь и грамматика. На языке ангас изданы несколько книг, в частности, Reading and Writing book, Folktales (1969), Trial Primer (1975), несколько переводов фрагментов Библии (первый — в 1916 году), а также полностью «Новый Завет» (1979).
| a | b | ɓ | c | d | ɗ | dy | e | ə | f | g | h | ḥ | i | j | k | l | m | n | ṇ | ny | o | p | r | s | sh | t | u | v | w | y | z | ẓ | ʼ |

## Лингвистическая характеристика

### Фонетика и фонология

#### Гласные
Система вокализма языка ангас состоит из 9 гласных фонем. Гласные различаются по степени подъёма языка, по ряду и по наличию или отсутствию лабиализации. Гласные ɨ и a противопоставлены по долготе:
| подъём         | ряд               | ряд               | ряд             |
| подъём         | передний          | средний           | задний          |
| подъём         | нелабиализованные | нелабиализованные | лабиализованные |
| -------------- | ----------------- | ----------------- | --------------- |
| верхний        | i                 | ɨ: ɨ              | u               |
| средне-верхний | e                 |                   | o               |
| средне-нижний  | ɛ                 |                   |                 |
| нижний         | a: a              |                   |                 |

#### Просодия
Ангас является тональным языком. Для него характерно наличие трёх основных тоновых уровней: высокого, среднего и низкого.